# Pholidota camelostalix
Pholidota camelostalix är en orkidéart som beskrevs av Heinrich Gustav Reichenbach. Pholidota camelostalix ingår i släktet Pholidota och familjen orkidéer.

## Underarter
Arten delas in i följande underarter:
- P. c. camelostalix
- P. c. vaginata